# Aeroportul Kamberatoro
Aeroportul Kamberatoro (IATA: KDQ, ICAO: AYTO) este un aeroport din Papua Noua Guinee.
aeroportul dispune de o singură pistă.